# Hrant Dink
Hrant Dink (em arménio: Հրանդ Տինք; Malatya, 15 de setembro de 1954  — Istambul, 19 de janeiro de 2007), integrante da minoria arménia na Turquia, era o editor-chefe do semanário bilingue Agos (Ակօս) e colunista dos diários Zaman e BirGün. Conhecido por sua opiniões a respeito da reconciliação entre a Turquia e a Arménia e da defesa dos direitos humanos das minorias, era frequentemente apontado como anti-nacionalista, tendo sido ameaçado de morte diversas vezes, bem como processado e condenado por um tribunal turco, devido às suas críticas à postura do Estado quanto ao reconhecimento do genocídio e da diáspora arménia.
Em 19 de janeiro de 2007, ao 52 anos de idade, foi assassinado no centro de Istambul por Ogün Samast, um jovem turco ultra-nacionalista.

## Biografia
Hrant Dink emigrou com a sua família para Istambul em 1961. Depois do divórcio dos seus pais foi criado num orfanato. Estudou em escolas arménias e, ao terminar os seus estudos secundários, casou-se. Formou-se em Zoologia pela Universidade de Istambul, passando posteriormente a estudar Filosofia na mesma universidade.
Em 1996 começou a escrever no semanário Agos onde dizia querer estabelecer uma ponte de união entre os turcos e a comunidade arménia, a qual considerava exilada no país. Outro dos objectivos do semanário era aproximar ambos os estados, Turquia e Arménia, reconhecendo os primeiros as injustiças cometidas contra o povo arménio no passado.
Em 2005 foi condenado por violar o artigo 301 do Código Penal, sob a acusação de ""insultar a identidade turca", embora não tenha sido preso, em razão do seu bom comportamento" no tribunal. Dink escreveu uma série de artigos nos quais convidou os arménios da diáspora a deixar de centrar a sua raiva no confronto com os turcos e a fazê-lo pelo bem estar da Arménia.
Manifestou a sua intenção de recorrer da sentença ante o Supremo Tribunal da Turquia e o Tribunal Europeu dos Direitos do Homem.

## Assassinato
Em 19 de janeiro de 2007, quando voltava para casa, ainda em frente à redação do Agos, no centro de Istambul, Hrant Dink foi assassinado a tiros. No dia seguinte, na cidade de Samsun, o assassino foi identificado pela polícia turca como sendo o jovem Ogun Samast, de 17 anos, que confessou a autoria do crime.
A morte do jornalista teve repercussão internacional como um facto negativo tanto na reaproximação entre a Turquia e a Arménia quanto na entrada da Turquia na UE.